# Mount Hayter
Mount Hayter är ett berg i Antarktis. Det ligger i Östantarktis. Australien gör anspråk på området. Toppen på Mount Hayter är 2 690 meter över havet.
Terrängen runt Mount Hayter är huvudsakligen kuperad, men åt sydost är den platt. Mount Hayter är den högsta punkten i trakten. Trakten är obefolkad. Det finns inga samhällen i närheten.